# Feminicídio indireto
Feminicídio indireto pode ser usado em dois contextos principais:
No sentido estrutural e social, para descrever mortes de mulheres provocadas por negligência do Estado, desigualdades e condições precárias que comprometem suas vidas. Isso inclui, por exemplo, mortes maternas evitáveis por falta de acesso a cuidados obstétricos, óbitos por abortos inseguros e outros falecimentos que poderiam ter sido evitados com políticas públicas adequadas (também chamado de feminicídio passivo).
No sentido interpessoal e vingativo, para descrever o assassinato de filhos(as) ou outras pessoas próximas da mulher como forma de violência extrema contra ela. Nesse caso, o agressor, geralmente um companheiro ou ex-companheiro, mata pessoas queridas para causar um sofrimento devastador à mulher, como uma forma indireta de atingi-la fatalmente em seu psicológico e emocional.
"Quando um homem mata os seus filhos para atingir a companheira (...) de alguma forma ele está matando essa mulher (...) porque uma mulher que perde os filhos dessa forma, a vida dela acabou, e isso é um feminicídio indireto", explicou Ivana Battaglin, Coordenadora do Centro de Apoio de Enfrentamento à Violência contra a Mulher, do Ministério Público do Rio Grande do Sul.

## Contexto e significado do termo
Após uma série de crimes em que homens mataram seus filhos para atingirem suas companheiras, o termo se tornou, de certa forma, comum nos anos 2020, sendo usado tanto na "cultura popular" (imprensa), como no meio jurídico. Entre os casos que podem ser enquadrados como feminicídios indiretos estão os infanticídios de Mirielly e Cecília Gomes Souza em Goiás e o de Théo Ricardo Ferreira Felber no Rio Grande do Sul. Neste último caso, o assassino Tiago Ricardo Felber chegou a enviar uma mensagem à mãe da criança: "aguenta o coração agora pro resto da vida", externando querer o sofrimento vitalício da mulher, como uma "morte em vida" ou que ela vivesse como uma "viva-morta/morta-viva", termo que o dicionário Priberam define como uma pessoa "apática e sem ânimo" ou que a IA na pesquisa pela palavra no Google descreveu como "expressão também usada para descrever uma condição de sofrimento psicológico profundo" e "pessoas que perderam o sentido da vida ou que passaram por traumas profundos".
"Feminicídio indireto é quando um homem mata os filhos para atingir a companheira. (...) Sabemos que a vida dos filhos para uma mãe é muito mais valiosa que a sua própria vida e o agressor também sabe disso! (...) [um pai] sufocou o filho e o jogou para a morte de cima de uma ponte para vingar-se da ex-companheira e, após, com uma maldade extrema, enviou-lhe uma mensagem eletrônica comentando o fato e regozijando-se de satisfação pela vingança", opinou o jornal O Sul sobre o assassinato de Théo Felber. 
"Por definição na lei, a nomenclatura jurídica não existe, mas, segundo especialistas, o chamado "feminicídio indireto" se tornou um termo comum nos últimos anos: casos em que homens miram os filhos para assim atingir ex-companheiras", explicou o G1.
"Embora conceito não seja oficialmente tipificado, eles referem-se a agressores que matam os filhos para atingir as mães", explicou o portal R7.
"São crianças que foram assassinadas pelos seus próprios genitores, não apenas como um ato de barbárie, mas como uma forma de vingança contra as suas mães. Esses crimes, que podemos e devemos nomear como feminicídio indireto, escancaram uma verdade que precisa ser enfrentada", reportou o Ministério Público do Rio Grande do Sul.

"É quando alguém próximo à mulher, como filhos ou familiares, é assassinado para atingi-la emocionalmente", escreveu a prefeitura de Ananindeua em suas redes sociais.